# Войтович, Леонтий Викторович
Лео́нтий Ви́кторович Войто́вич (16 мая 1951, Еманжелинск, Челябинская область — 7 февраля 2023) — украинский историк-медиевист; доктор исторических наук (2001); старший научный сотрудник отдела истории средних веков Института украиноведения имени Ивана Крипякевича НАН Украины; заведующий кафедрой истории средних веков и византинистики Львовского национального университета имени Ивана Франко. Лауреат Государственной премии Украины в области науки и техники.

## Биография
В 1972 году окончил механико-машиностроительный факультет Львовского политехнического института. Работал в Береговском филиале Всесоюзного института ремонта и эксплуатации машинно-тракторного парка (на должностях от конструктора III категории до ведущего конструктора и заведующего сектором), главным механиком и главным инженером Береговского мебельного комбината, первым заместителем председателя Николаевской районной государственной администрации и заместителем председателя Николаевского районного совета Львовской области.
Историческими исследованиями занимается с 1981 года под руководством доктора исторических наук Ярослава Исаевича.
В 1994 году защитил кандидатскую диссертацию «Удельные княжества Рюриковичей и Гедиминовичей в XII—XVI веках» (научный руководитель Ярослав Исаевич).
С 1995 года — старший научный сотрудник отдела истории средних веков Института украиноведения имени Ивана Крипякевича НАН Украины (по совместительству).
В 2001 году защитил докторскую диссертацию «Княжеские династии Восточной Европы (конец IX — начало XVI века): состав, общественная и политическая роль» (научный консультант Ярослав Исаевич).
Сфера научных интересов: генеалогия правящих династий, политическая и военная история Центральной и Восточной Европы в средние века.
Автор 8 монографий и более 240 статей и рецензий.
Умер 7 февраля 2023 года.

## Награды
- Государственная премия Украины в области науки и техники (8 декабря 2015 года) — за работу «История украинской культуры» в пяти томах (в девяти книгах) (в составе коллектива)[2]
- Отличия Президента Украины — юбилейная медаль «20 лет независимости Украины» (27 января 2012 шлда) — за весомые личные заслуги в государствообразующей, социально-экономической, культурно-образовательной деятельности, добросовестное и безупречное служение Украинскому народу и по случаю Дня Соборности и Свободы Украины[3]
- Лауреат премии имени Михаила Грушевского Президиума НАН Украины (2002).

## Труды
- Генеалогія династії Рюриковичів. — Киев, 1990.
- Генеалогія династій Рюриковичів і Гедиміновичів. — Киев, 1992.
- Удільні князівства Рюриковичів і Гедиміновичів у XII—XVI ст. — Львів, 1996.
- Князівські династії Східної Європи (кінець IX — початок XVI ст.): склад, суспільна і політична роль. Історико-генеалогічне дослідження. — Львів: Інститут українознавства ім. І. Крип’якевича, 2000. — 649 с. ISBN 966-02-1683-1.
- Нащадки Чингізхана: Вступ до генеалогії Чингізидів-Джучидів. — Львів, 2004.
- Княжа доба на Русі: портрети еліти. — Біла Церква, 2006.
- Кордони Галицько-Волинської держави: проблеми та дискусії // Записки НТШ. — Т. 252. — 2006.
- Правлячі династії Європи. — Біла Церква, 2008 (у співавт.).
- Формування кримськотатарського народу: вступ до етногенезу. — Біла Церква, 2009.
- Історія українського козацтва. Нариси у 2 т. — Вид. 2. — Т. 1. — Киев, 2009. — 800 с. (у співавторстві).
- Medium aevum: Середні віки / За ред. Л.Войтовича. Підручник для історичних спеціальностей ВУЗів. — Львів, 2010. — 502 с. (у співавторстві).
- Історія Візантії: Вступ до візантиністки / За ред. С. Б. Сорочана і Л. В. Войтовича. — Львів, 2011. — 880 с. (у співавторстві).
- Галицько-волинські етюди. — Біла Церква: Вид. Пшонківський О. В., 2011. — 480 с.